# Добжинь-над-Вислон
Добжинь-над-Вислон (пол. Dobrzyń nad Wisłą), устар. Добрин-над-Вислой — город в Польше, входит в Куявско-Поморское воеводство, Липновский повет. Имеет статус городско-сельской гмины. Занимает площадь 5,41 км². Население — 2278 человек (на 1.01.2006).

## История
Впервые упоминается в грамоте 1065 года. В 1228 году здесь разместился рыцарский Добринский орден (лат. Fratres Milites Christi). Добринский орден в 1234 году вошёл в состав Тевтонского ордена, который короткое время управлял населённым пунктом.
Городские права были обретены в начале XIII века. В XVIII и в начале XIV века город был столицей Добринского княжества.
В начале XIII века была построена крепость, которая во время войны между Польшей и Тевтонским орденом (1409) была разрушена. С 1939 по 1945 годы Добжинь входил в состав нацистской Германии под названием Dobrin an der Weichsel.